# 內政部建築研究所
內政部建築研究所是中華民國內政部附屬機構，其設置目的係為推動該國建築研究發展，達成國家整體建設之目標；並著重公共安全性、政策性、管理性之實務研發工作，以提昇建築安全、改善全民整體居住環境品質、提高營建技術水準、及健全都市發展計畫。

## 歷史

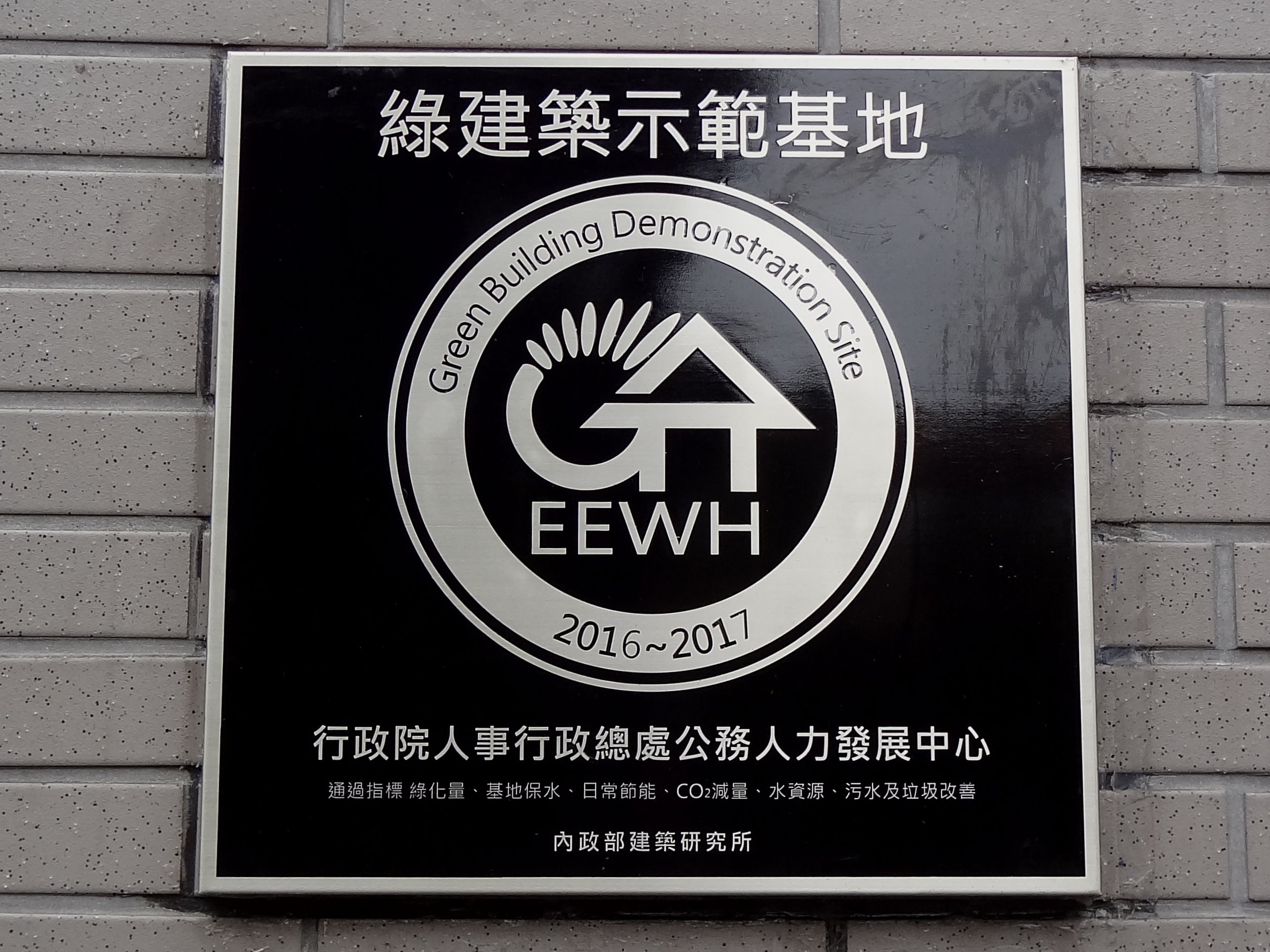
內政部建築研究所綠建築示範基地銘板

- 1987年3月，內政部營建署成立任務編組「內政部營建署建築研究所籌備小組」。
- 1989年9月25日，內政部令，《內政部建築研究所籌備處暫行組織規程》發布施行；內政部營建署建築研究所籌備小組改制為「內政部建築研究所籌備處」，直屬內政部，置主任一人、副主任二人，設五組（規劃組、工程組、資訊組、推廣組、秘書組），得聘請有關專家學者擔任無給職顧問。
- 1995年10月30日，「內政部建築研究所」正式成立。
- 1995年12月20日，內政部令，《內政部建築研究所籌備處暫行組織規程》廢止。
- 2013年8月21日，總統令公布《內政部建築研究所組織法》，第一條規定內政部建築研究所之設立目的為「辦理全國建築研究發展業務」。
- 2013年8月29日，行政院令，《內政部建築研究所組織法》施行日期定為本年9月1日。

## 掌理事項
《內政部建築研究所組織法》第二條規定，內政部建築研究所掌理下列事項：
1. 建築政策發展及建築法規之研究、建議。
2. 建築規劃設計、使用管理及居住環境品質之研究發展。
3. 建築公共安全及防災之研究發展。
4. 建築構造及結構工程之研究發展。
5. 建築生產、營造技術及工程品質之研究發展。
6. 建築智慧化、環境控制及節約能源之研究發展。
7. 建築設備、材料與工法之試驗研究、檢測驗證、推廣應用及測試。
8. 各國建築管理制度及建築技術之引進、研究發展。
9. 民間成立辦理本條具自償性、技術性及服務性等業務專責機構之推動及輔導。
10. 其他有關建築研究發展事項。

## 歷任所長
| 任別 | 姓名   | 就職時間 | 卸任時間 |
| ---- | ------ | -------- | -------- |
| 1    | 張世典 | 1991年   | 1998年   |
| 2    | 蕭江碧 | 1998年   | 2005年   |
| 3    | 丁育群 | 2005年   | 2006年   |
| 4    | 何明錦 | 2006年   | 2016年   |
| 5    | 陳瑞玲 | 2016年   | 2018年   |
| 6    | 王榮進 | 2018年   | 迄今     |

## 組織
- 所長
  - 副所長
    - 主任秘書

- 人事室
- 會計室
- 政風室（兼辦）
- 綜合規劃組
- 安全防災組
- 工程技術組
- 環境控制組
- 防火實驗中心：配置綜合實驗場、部材防火實驗場、耐火構造實驗場、戶外火災實驗場、煙控實驗塔、防火材料暨消防器材實驗區及行政區。
- 材料實驗中心：配置大型力學實驗室3000噸萬能試驗機、強力地板、反力牆2座、一般建築材料實驗室SEM電子顯微鏡、非破壞性檢測設備及耐候耐久實驗室相關實驗設備。
- 性能實驗中心：配置環境實驗館、設備實驗館及音響實驗館。

## 外部連結
- 內政部建築研究所（繁體中文）（英文）(兒童版)